# بندیکت ساموئل
بندیکت ساموئل (متولد ۱۵ آوریل ۱۹۸۸) بازیگر، نویسنده و کارگردان استرالیایی است؛ که بیشتر به خاطر بازی در نقش جرویس تچ / مد هتر در سریال جنایی فاکس به نام گاتهام شناخته می‌شود.

## زندگی شخصی
ساموئل در سیدنیِ استرالیا پیش ماری و کلیفورد ساموئل به دنیا آمد. او جوانترین فرد در بین سه خواهر و برادر خود است، برادرش خاویر ساموئل بازیگر و خواهرش، بریجیت ساموئل، مدیر صحنه است. بندیکت فارغ‌التحصیل مؤسسه ملی هنرهای نمایشی (NIDA) است.

## فیلم‌شناسی

### فیلم
| سال  | عنوان                         | نقش           | یادداشت |
| ---- | ----------------------------- | ------------- | ------- |
| ۲۰۱۲ | زیرزمینی: داستان جولیان آسانژ | جون           |         |
| ۲۰۱۴ | آسم                           | گاس           |         |
| ۲۰۱۵ | آزمایش زندان استنفورد         | جیکوب هاردینگ |         |
| ۲۰۱۵ | بندباز                        | دیوید         |         |
| ۲۰۱۶ | دوئل                          | بریت          |         |
| ۲۰۱۷ | حذف                           | جاسپر         |         |
| ۲۰۱۸ | بلند                          | لوئیس         |         |
| ۲۰۱۸ | اندازه انتقام                 |               |         |
| TBA  | هشدار                         |               |         |

### تلویزیون
| سال        | عنوان                   | نقش                 | یادداشت |
| ---------- | ----------------------- | ------------------- | ------- |
| ۲۰۱۱       | غول‌های کاغذی: تولد سلئو | مایکل               | ۱ قسمت  |
| ۲۰۱۱       | خانه و دوری             | هارمن "همر" پیروویچ | ۸ قسمت  |
| ۲۰۱۵       | دروغ زیبا               | اسکیت دو پونت       | ۶ قسمت  |
| ۲۰۱۵       | پایان دوران کودکی       | فنس                 | ۱ قسمت  |
| ۲۰۱۵–۲۰۱۶  | مردگان متحرک            | اوون                | ۵ قسمت  |
| ۲۰۱۶-اکنون | شهر مخفی                | فلیکس کرافورد       |         |
| ۲۰۱۴–۲۰۱۹  | گاتهام                  | جرویس تچ / مد هتر   |         |